# Стружня
Стру́жня — село (официально числится деревней) в Торжокском районе Тверской области. Относится к Мошковскому сельскому поселению.
Находится в 29 км к юго-востоку от города Торжка, на реке Тьма. В 2011 году дорога «Мошки — Стружня» продлена до деревни Князево Калининского района.

## История
В 1752 году императрица Елизавета Петровна пожаловала это село Троице-Сергиевской Лавре. Каменная церковь Троицы Живоначальной с теплыми приделами: правым - Николая Чудотворца и Илии Пророка; левым - Сергия Радонежского, великомученика Дмитрия и святых благоверных князей Бориса и Глеба - возведена в 1874 году вместо обветшалой деревянной обители. 
В 1859 году в казенном селе Стружня 132 двора, 914 жителей.
В конце XIX-начале XX века село — центр прихода Мошковской волости Новоторжского уезда Тверской губернии. В 1884 году в селе 164 двора, 1047 жителей. В Струженский приход кроме села Стружня входили деревни: Матюково, Князево, Родионово, Поломеницы, населения в приходе в 1901 году — 2382 жителей.
В 1997 году — 59 хозяйств, 190 жителей. Центральная усадьба колхоза «Смена».

## Население
| 1859 | 1884  | 2002 | 2010 |
| ---- | ----- | ---- | ---- |
| 914  | ↗1047 | ↘159 | ↗163 |

## Достопримечательности
- Троицкая церковь (1874 год). Полуразрушена[4].